# Ácido forte
Chama-se ácido forte o ácido que se ioniza completamente em solução a temperatura e pressão constantes. Nessas condições, a concentração de um ácido forte é igual à concentração de íons de hidrogênio (Hidrônio ou H3O+). A equação para a completa dissociação de um ácido forte (HA) é:
HA(aq) → H+(aq) + A-(aq)
onde o ácido libera prótons (H+) e uma base conjugada (A-) em concentrações iguais.
[HA] = [H+] = [A-]; pH = -log[H+].
Por exemplo,
HCl + H2O → H3O+ + Cl-
A constante de dissociação de um ácido forte em comparação com ácidos fracos é igual a da concentração de hidrônio expressa no termo logarítmico: pKa < -1,74.
Alguns ácidos fortes bastante conhecidos são o ácido clorídrico, o ácido sulfúrico, o ácido nítrico e o ácido perclórico.
Ácido Forte - é toda substância que liberta muito H+.